# Puntmutswasplaat
De puntmutswasplaat (Hygrocybe acutoconica) is een schimmel behorend tot de familie Hygrophoraceae. Hij groeit in schrale graslanden, wegbermen en op grazige plekken en langs schelpenpaden in de duinen. Vruchtlichamen komen voor in de late lente tot herfst (ook in de winter in warmere klimaten). Bij het ouder worden van de vruchtlichamen verkleuren deze niet naar zwart, hetgeen wel gebeurd bij de zwartwordende wasplaat.

## Kenmerken

### Uiterlijke kenmerken
Hoed
De hoed, met een diameter van 1,5 tot 5 cm, heeft altijd een uitgesproken bult. De kleur is geel tot oranje. De hoed kan schilferig zijn aan de rand, vlak uitgespreid en radiaal gebarsten in oudere vruchtlichamen. De structuur is slijmerig en plakkerig onder vochtige omstandigheden. Het hoedoppervlak wordt niet zwart met KOH.
Lamellen
De lamellen staan vrij van de steel of zijn nauw aangehecht. De kleur is geel, bleekgeel of bleekoranje. 
Steel
De steel heeft een lengte van 2 tot 6 cm en een dikte van 3 tot 12 mm. Hij loopt iets taps toe aan de top en is bleekgeel tot oranje, met een witachtige basis. Naarmate de leeftijd vordert wordt de steel vezelig.
Geur en smaak
De geur en smaak zijn onopvallend.
Sporenprint
De sporenprint is wit.

### Microscopische kenmerken
De basidia zijn meestal viersporig en tot ongeveer 55 micrometer lang. De sporen zijn glad, ellipsoïde van vorm, hyaliene in KOH en inamyloïde. De sporenmaat is 9-12 × 5-7 micrometer. Het lamelaire trama heeft parallele hyfen. Er zijn geen cystidia aanwezig.

## Variëteiten
- Hygrocybe acutoconica var. acutoconica met oranje tot gele hoed.
- Hygrocybe acutoconica var. cuspidata met aanvankelijk rode of oranjerode hoed.

## Verspreiding
De puntmutswasplaat is wijdverbreid in Europa. Hij komt ook voor in sommige regio's van Noord-Amerika, evenals in Japan en het Koreaans Schiereiland. In Nederland komt hij matig algemeen voor. Hij staat op de rode lijst in de categorie 'kwetsbaar'.

## Foto's

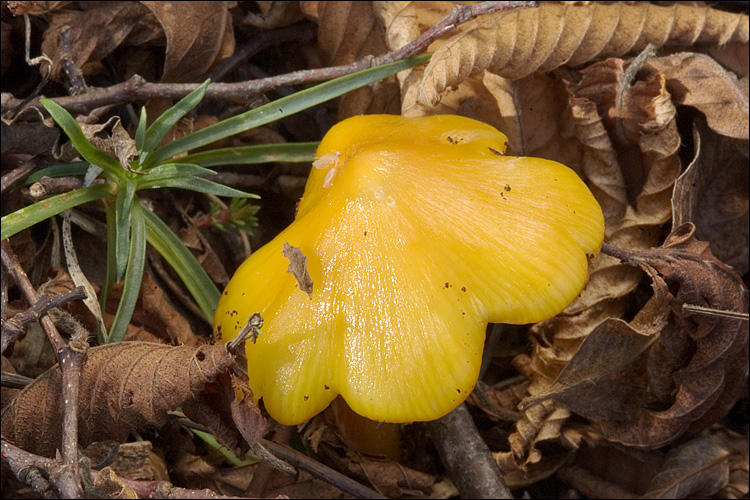
Bovenzijde hoed
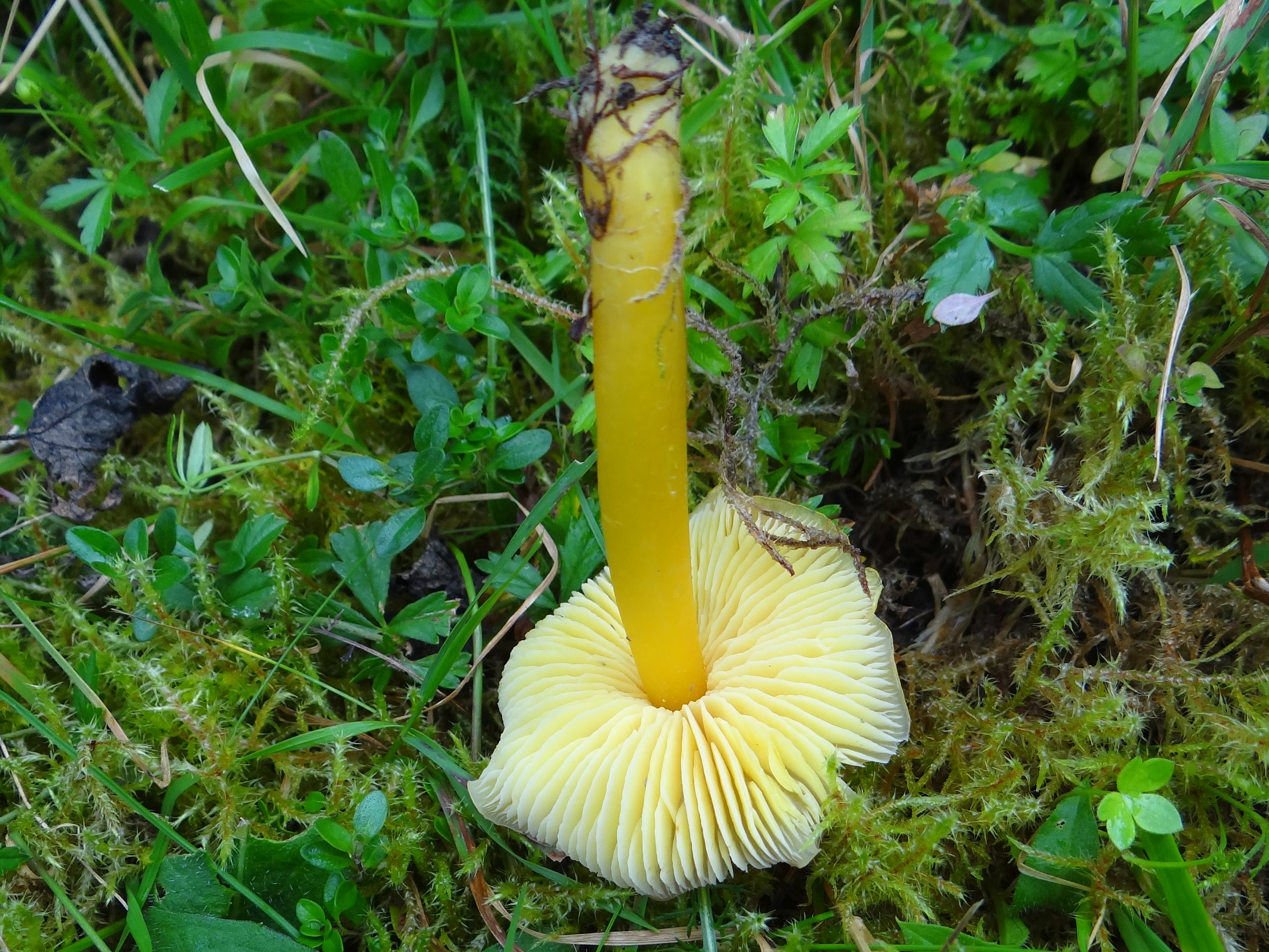
Steel en lamellen
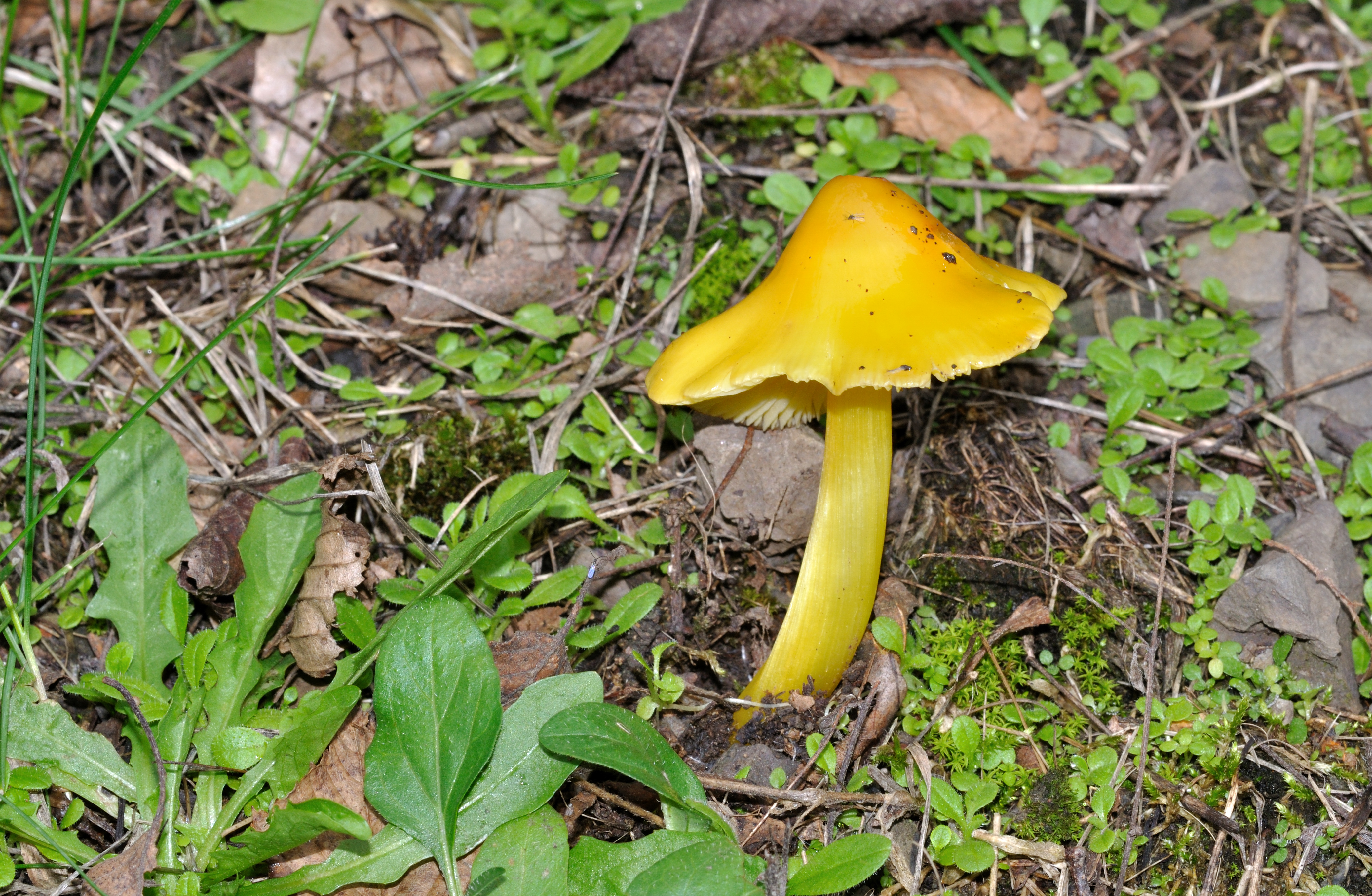
Vezelige steel
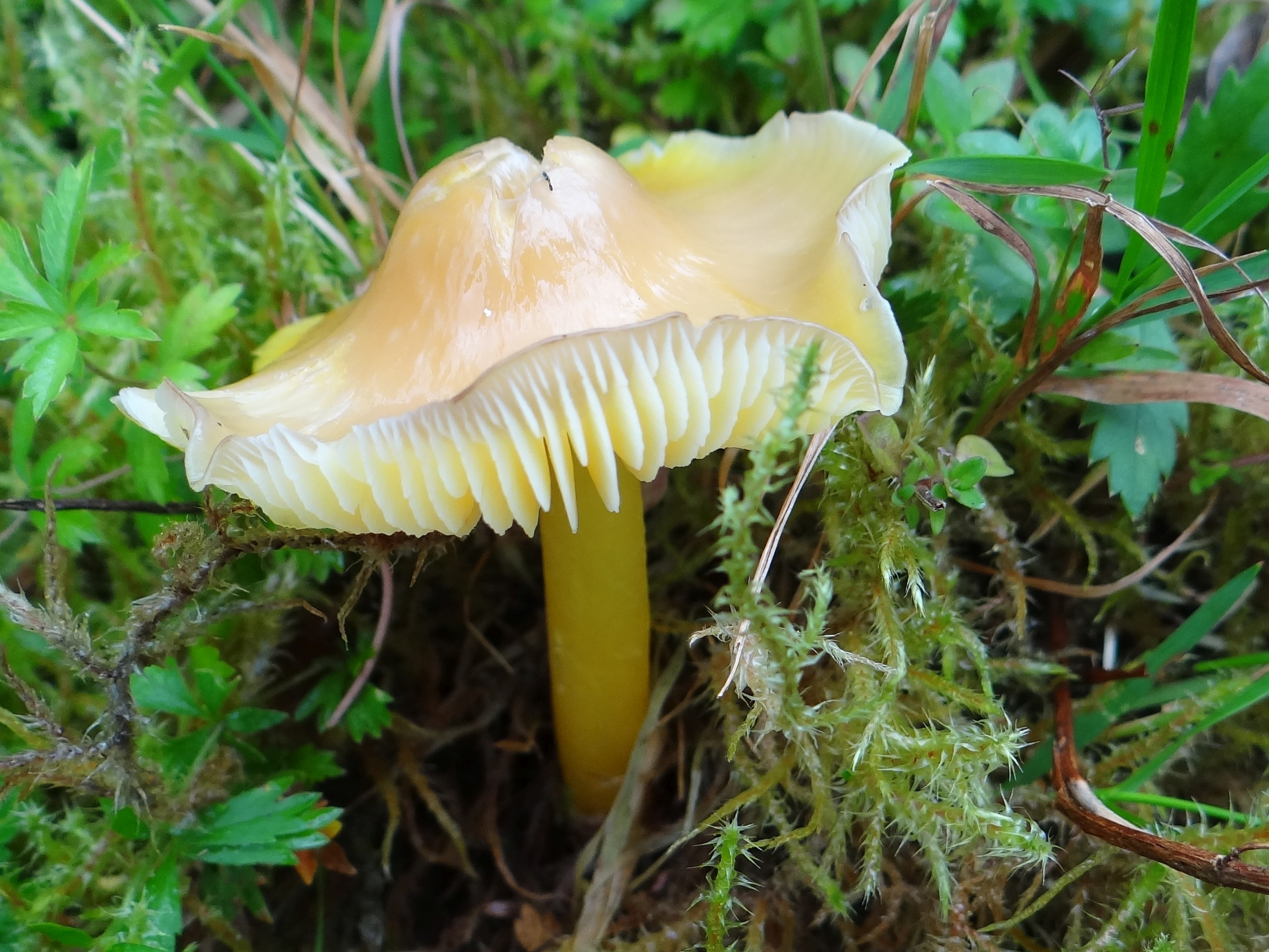
Hoed en steel
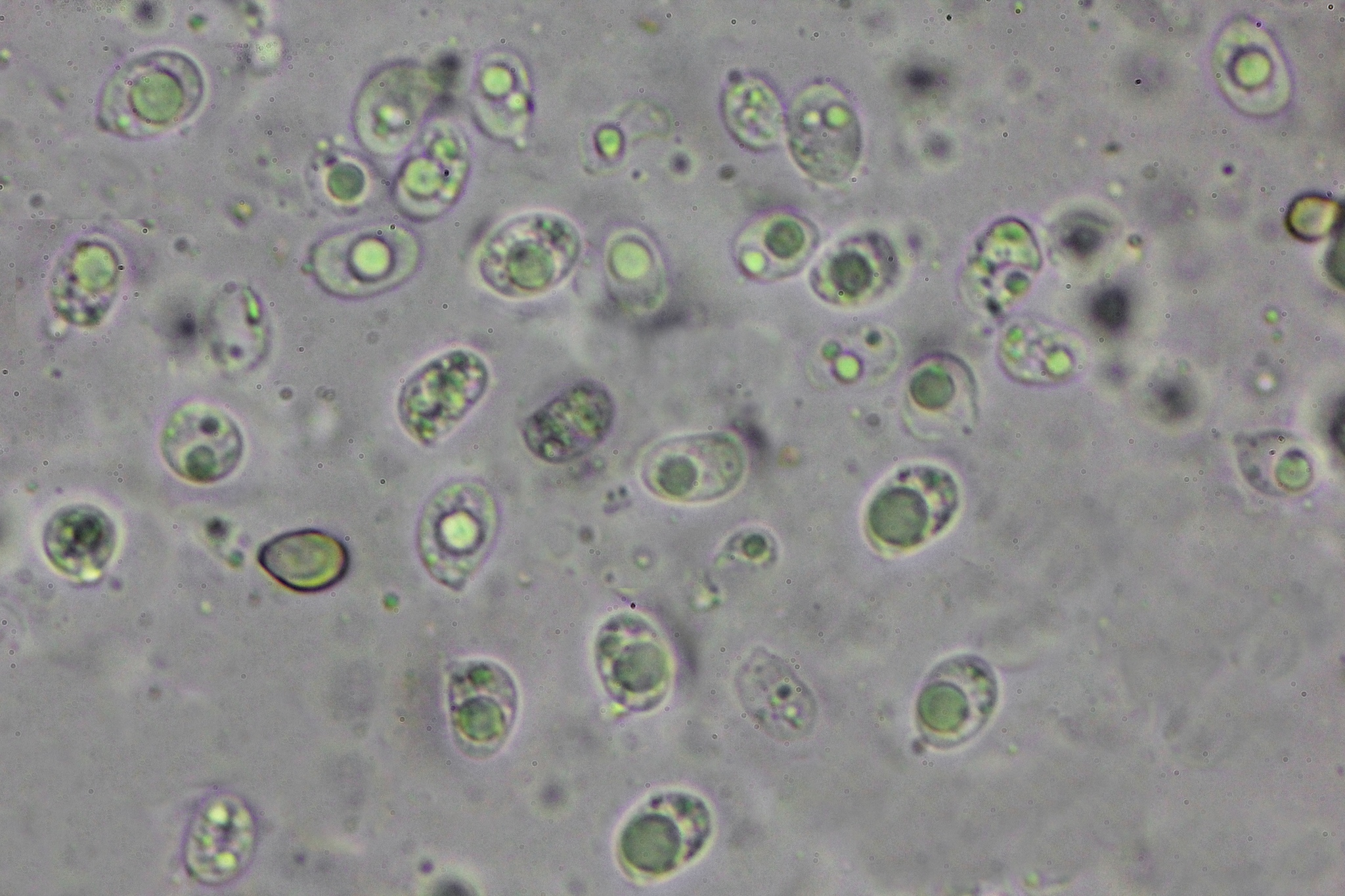
Sporen